# Campeonato Europeo de Natación en Aguas Abiertas de 2025
El VIII Campeonato Europeo de Natación en Aguas Abiertas se celebró en Stari Grad (Croacia) entre el 28 y el 31 de mayo de 2025 bajo la organización de la Liga Europea de Natación (LEN) y la Federación Croata de Natación.

## Resultados

### Masculino
| Evento                   | Oro                                      | Plata                               | Bronce                                  |
| ------------------------ | ---------------------------------------- | ----------------------------------- | --------------------------------------- |
| 3 km eliminación (30.05) | Kristóf Rasovszky · Hungría · 5:04,04    | Logan Fontaine Francia 5:04,66      | Dávid Betlehem · Hungría · 5:05,20      |
| 5 km (29.05)             | Gregorio Paltrinieri · Italia · 52:05,79 | Dávid Betlehem · Hungría · 52:08,27 | Kristóf Rasovszky · Hungría · 52:13,57  |
| 10 km (28.05)            | Kristóf Rasovszky · Hungría · 1:47:23,68 | Logan Fontaine Francia 1:47:26,05   | Marc-Antoine Olivier Francia 1:47:26,18 |

### Femenino
| Evento                   | Oro                                        | Plata                                    | Bronce                              |
| ------------------------ | ------------------------------------------ | ---------------------------------------- | ----------------------------------- |
| 3 km eliminación (30.05) | Bettina Fábián · Hungría · 5:19,83         | Paula Otero Fernández · España · 5:23,83 | Lea Boy · Alemania · 5:25,22        |
| 5 km (29.05)             | Ginevra Taddeucci · Italia · 59:51,95      | Viktória Mihályvári · Hungría · 59:53,94 | María de Valdés · España · 59:55,03 |
| 10 km (28.05)            | Viktória Mihályvári · Hungría · 1:57:27,54 | Ginevra Taddeucci · Italia · 1:57:30,35  | Lea Boy · Alemania · 1:57:34,38     |

### Mixto
| Evento                   | Oro                                                                                              | Plata                                                                                                   | Bronce                                                                           |
| ------------------------ | ------------------------------------------------------------------------------------------------ | --- | -------------------------------------------------------------------------------- |
| 5 km por equipos (31.05) | Hungría · Viktória Mihályvári · Bettina Fábián · Dávid Betlehem · Kristóf Rasovszky · 1:03:39,45 | Italia · Giulia Gabbrielleschi · Ginevra Taddeucci · Marcello Guidi · Gregorio Paltrinieri · 1:03:41,39 | Francia Clémence Coccordano Inès Delacroix Sacha Velly Logan Fontaine 1:03:41,72 |

## Medallero
| Núm. | País     | Oro | Plata | Bronce | Total |
| ---- | -------- | --- | ----- | ------ | ----- |
| 1    | Hungría  | 5   | 2     | 2      | 9     |
| 2    | Italia   | 2   | 2     | 0      | 4     |
| 3    | Francia  | 0   | 2     | 2      | 4     |
| 4    | España   | 0   | 1     | 1      | 2     |
| 5    | Alemania | 0   | 0     | 2      | 2     |
|      | TOTAL    | 7   | 7     | 7      | 21    |